# Boussenac
Boussenac ist eine französische Gemeinde mit 243 Einwohnern (Stand 1. Januar 2022) im Département Ariège in der Region Okzitanien. Sie gehört zum Kanton Couserans Est und zum Arrondissement Saint-Girons.
Nachbargemeinden sind Rivèrenert und Esplas-de-Sérou im Nordwesten, Sentenac-de-Sérou im Norden, Le Bosc im Nordosten, Saurat im Osten, Massat im Süden und Biert im Westen.

## Bevölkerungsentwicklung
| Jahr      | 1962 | 1968 | 1975 | 1982 | 1990 | 1999 | 2008 | 2015 |
| --------- | ---- | ---- | ---- | ---- | ---- | ---- | ---- | ---- |
| Einwohner | 407  | 306  | 227  | 213  | 172  | 184  | 188  | 203  |